# Крайні точки Іспанії
Це список крайніх географічних точок Іспанії

## Координати
- Північ: 43°47′0″ пн. ш. 7°41′0″ зх. д. / 43.78333° пн. ш. 7.68333° зх. д.
мис Естака-де-Барес[es], муніципалітет Маньйон
- Південь: 27°38′23″ пн. ш. 17°58′50″ зх. д. / 27.63972° пн. ш. 17.98056° зх. д.
мис Ла-Рестінга[es] на о. Ієрро, муніципалітет Ель-Пінар-де-ель-Єрро[1]
материкова частина: мис Мароккі, муніципалітет Таріфа 36°0′30″ пн. ш. 5°36′28″ зх. д. / 36.00833° пн. ш. 5.60778° зх. д.
- Захід: 27°42′23.99″ пн. ш. 18°8′50.99″ зх. д. / 27.7066639° пн. ш. 18.1474972° зх. д.
мис Орчілья[es] на о. Ієрро, муніципалітет Ель-Пінар-де-ель-Єрро
материкова частина: мис Туріньян[es], муніципалітет Мушія 43°2′0″ пн. ш. 9°18′0″ зх. д. / 43.03333° пн. ш. 9.30000° зх. д.
- Схід: 39°52′0″ пн. ш. 4°19′0″ сх. д. / 39.86667° пн. ш. 4.31667° сх. д.
о. Ла-Мола, муніципалітет Мао.
материкова частина: мис Креус, муніципалітет Кадакес 37°56′ пн. ш. 16°3′ сх. д. / 37.933° пн. ш. 16.050° сх. д.

## Відносно рівня моря
- Найвища: кратер Тейде, (3718  м), 28°16′15″ пн. ш. 16°38′21″ зх. д. / 28.27083° пн. ш. 16.63917° зх. д.
- Найнижча: середземноморське узбережжя